# Mallochia laevis
Mallochia laevis là một loài tò vò trong họ Ichneumonidae.